# Liste der Monuments historiques in Villiers-sous-Praslin
Die Liste der Monuments historiques in Villiers-sous-Praslin führt die Monuments historiques in der französischen Gemeinde Villiers-sous-Praslin auf.

## Liste der Objekte
| Bezeichnung      | Beschreibung                              | Standort                        | Kennzeichnung | Schutzstatus | Datum | Bild |
| ---------------- | ----------------------------------------- | ------------------------------- | ------------- | ------------ | ----- | ---- |
| Prozessionskreuz | Holz, Kupfer, versilbert, 15. Jahrhundert | in der Kirche St-Nicolas (Lage) | PM10002955    | Classé       | 1896  |      |